# Weitersburg
Weitersburg est une municipalité du Verbandsgemeinde Vallendar, dans l'arrondissement de Mayen-Coblence, en Rhénanie-Palatinat, dans l'ouest de l'Allemagne.